# Diretrizes
Diretrizes foi uma revista fundada em março de 1938, por Samuel Wainer e Azevedo Amaral . Inicialmente, circulou como revista mensal até dezembro de 1940, quando se transformou em semanário.  Foi o primeiro periódico semanal brasileiro de tendência política claramente de esquerda.
Quando surgiu (a primeira edição circulou em abril de 1938), a imprensa brasileira estava dividida em, basicamente, dois tipos: os jornais sensacionalistas e de pouca credibilidade e os jornais das elites, que defendiam os interesses econômicos e políticas das mesmas. Samuel queria, com sua publicação, criar um meio-termo, ou seja, um veículo que dialogasse com o popular, mas que não se furtasse a discutir assuntos de relevância nacional.
A revista conseguiu realizar a proeza de sobreviver durante quase todo o Estado Novo, embora fizesse oposição à  ditadura Vargas, o que o levou a inúmeros conflitos com o DIP. Sua tiragem chegou a 20.000 exemplares, em 1940, quando passou a circular semanalmente. Porém, em julho de 1944, teve a sua cota de papel cortada pelo DIP, por ter publicado uma reportagem sobre Miguel Costa, líder da Coluna Miguel Costa-Prestes, e acabou saindo de circulação em julho de 1944. Porém, com o fim do Estado Novo, em 1945, o periódico ressurgiu - dessa vez como jornal diário.  
Diretrizes projetou repórteres importantes, como Justino Martins e Joel Silveira, e teve, entre seus colaboradores, Rubem Braga, Carlos Lacerda,  Álvaro Moreyra, Osório Borba, Genolino Amado, Arthur Ramos, Jorge Amado,  Augusto Rodrigues, Raymundo Magalhães Júnior, Rachel de Queiroz, Francisco de Assis Barbosa, José Lins do Rego, Aníbal Machado, Graciliano Ramos, Marques Rebelo, Astrojildo Pereira, Maurício Goulart, Hermes Lima, Edson Carneiro, Nássara e Dalcídio Jurandir. Na fase jornal, a maioria dos textos não apresentava assinatura. No entanto, foi possível identificar alguns outros nomes, como Vinícius de Moraes e Lúcia Miguel Pereira. Samuel trouxe também Adalgisa Nery, esposa do diretor do DIP Lourival Fontes. Segundo Benicio Medeiros, esse convite teve como único objetivo obter garantias do DIP.